# ورقة 20 سين
ورقة 20 سين (二十銭紙幣) كان ورقة نقدية من الين الياباني من عام 1872 إلى عام 1919 في ثلاث سلاسل. أولها سلسلة أوراق ميجي تسوهو وهي أول الأوراق النقدية الحديثة التي اصدرت بعد دراسة المسؤولون اليابانيون الثقافة الغربية. ثم استبدلت هذه الأوراق بأوراق سلسلة أوكورا كيو لحماية الورقة من التزوير. ألغيت كلتا أوراق السلسلتين رسميًا في عام 1899. ثم عادت الحكومة لإصدار الورقة في عصر تايشو بين عامي 1917 و1919 بسبب نقص العملات المعدنية قبل أن تسحب في عام 1948. يبيع ويشتري ورقة 20 سين هواة جمع العملات. نادرًا ما كانت تستخدم الأوراق التي تقل قيمتها عن ين واحد في هذا الوقت بسبب التضخم المفرط بعد الحرب.

## الجمع
أقدم ورقة عشرين سين هي ورقة سلسلة ميجي تسوهو الصادرة في الفترة من 1872 إلى 1887 والتي طبعت كلها وهي 46,100,557 ورقة نقدية في ألمانيا خلال فترة استخدامها وهي خمسة عشر عام. وهو العدد المتوسط في فئات السين الثلاث المختلفة (10 سين و20 سين و50 سين). يمكن شراء هذه الورقة النقدية بحالة متوسطة بقيمة تزيد عن 2500 ين (25 دولار أمريكي) وقيمة حوالي 10000 ين (100 دولار أمريكي) للأوراق النقدية الخاصة. يوصى بالحذر عند شراء هذه الأوراق نظرًا لوجود العديد من الأوراق النقدية المزيفة في السوق. أوراق سلسلة أوكورا كيو الصادرة في الفترة من 1882 إلى 1899 وهي أكبر أوراق هذه السلسلة إصدارًا. ولكن تباع بحوالي ألف ين للأوراق المتوسطة وحوالي عشرات الآلاف للأوراق الخاصة. آخر ورقة عشرين سين كانت أوراق تايشو من عام 1917 (تايشو سنة 6) إلى 1919 (تايشو سنة 8) يمكن شراء الورقة المتوسطة بأقل من 1000 ين (أقل من 10 دولارات أمريكية) ولكن يرتفع سعرها لأوراق سلسلة عام 1917 (السنة 6).